# Igarapava Esporte Clube
O Igarapava Esporte Clube é um clube brasileiro de futebol da cidade de Igarapava, no estado de São Paulo. Foi fundado em 21 de agosto de 1919, sempre mandou seu jogos no eu proprio Estádio (Estádio Garibaldi Pereira) e suas cores são vermelho e branco. Atualmente encontra-se afastado das competições de futebol, sendo que já foi um dos melhores clube de futebol da antiga Região da Alta Mogiana.

## Participações em estaduais
Profissional
- Campeonato Paulista da Terceira Divisão: 1961, 1962, 1963, 1964[1], 1976, 1980 e 1986.
- Campeonato Paulista da Quarta Divisão: 1977, 1978 e 1979.
- Campeonato Paulista da Quinta Divisão: 1994.